# Vladimír Petříček
Vladimír Petříček (* 17. Juni 1948 in Libiš, Okres Mělník) ist ein ehemaliger tschechoslowakischer Steuermann im Rudern.
Vladimír Petříček gewann bei den Europameisterschaften 1969 den Titel im Zweier mit Steuermann zusammen mit den Brüdern Oldřich und Pavel Svojanovský. Zwei Jahre später belegte er den sechsten Platz mit dem Vierer mit Steuermann und den siebten Platz mit dem Achter. Bei den Olympischen Spielen 1972 in München erhielt Vladimír Petříček gleich zwei Medaillen. Zusammen mit den Brüdern Svojanovský belegte er hinter dem DDR-Boot den zweiten Platz im Zweier mit Steuermann. der Vierer mit Steuermann in der Besetzung Otakar Mareček, Karel Neffe, Vladimír Jánoš, František Provazník und Petříček gewann die Bronzemedaille hinter den beiden deutschen Booten. Im Jahr darauf trat der tschechoslowakische Vierer bei den Europameisterschaften 1973 in der gleichen Besetzung wie in München an und gewann Bronze hinter den Booten aus der Sowjetunion und der DDR. 
Bei den Weltmeisterschaften 1974 trat Petříček wieder mit den Brüdern Svojanovský im Zweier an und gewann eine weitere Bronzemedaille hinter den Booten aus der Sowjetunion und aus der DDR. Bei den Weltmeisterschaften 1975 belegte Petříček mit dem Vierer den fünften Platz, bei den Olympischen Spielen 1976 in Montreal erreichte er mit dem Vierer den vierten Platz. Bei seinem letzten großen internationalen Auftritt belegte Vladimír Petříček den fünften Platz im Vierer mit Steuermann bei den Weltmeisterschaften 1977.